# Paycor Stadium
Paycor Stadium (voorheen Paul Brown Stadium) is een American football stadion in Cincinnati (Ohio). Het stadion opende zijn deuren in 2000. De Cincinnati Bengals zijn de vaste bespelers van het stadion.